# Polish National Catholic Church of America

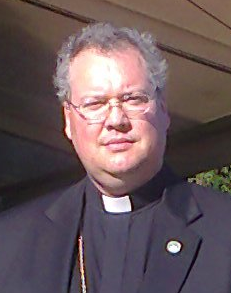
Anthony Mikovsky (Prime Bishop)

Die Polish National Catholic Church (Polnisch-Katholische Nationalkirche von Amerika – PNCC) ist eine selbständige altkatholische Kirche.

## Geschichte

### Gründung
Die PNCC ist Ende des 19. Jahrhunderts aus einer Spaltung innerhalb der römisch-katholischen Kirche in den Vereinigten Staaten von Amerika entstanden. Grund waren nicht theologische, sondern ethnisch-kulturelle Differenzen. Als der nicht-polnische (hauptsächlich irische und deutsche) Klerus die Bräuche und Anliegen der polnischen Diaspora („Polonia“) nicht genügend berücksichtigte, bildete sich eine „polnische“ Gemeinde von ca. 20.000 Mitgliedern unter Führung des (aus Polen stammenden) damaligen römisch-katholischen Pfarrers in Scranton (Pennsylvania), Franciszek Hodur (1866–1953). Dieser Gemeinde schlossen sich in den kommenden Jahren weitere Gemeinden, insbesondere aus Chicago und Buffalo, an. 1903 kam es zur offiziellen Gründung der Polish National Catholic Church (auf Polnisch: Polski Narodowy Kościół Katolicki) als einer von Rom unabhängigen katholischen Kirche.

### 1903–1920
Im Jahre 1907 schloss sich die PNCC der Utrechter Union der Altkatholischen Kirchen an. Noch im selben Jahr empfing Franciszek Hodur die Bischofsweihe vom altkatholischen Erzbischof von Utrecht. In den folgenden Jahren wurden die üblichen altkatholischen Reformen (Gottesdienst in der Landessprache, Aufhebung der Zölibatspflicht, sowie bischöflich-synodale Kirchenordnung) durchgeführt. Darüber hinaus gab es eigene Reformen der PNCC: So wird seit 1909 die Verkündigung der Heiligen Schrift zu den Sakramenten gezählt. Mit einem eigenen Feiertag, dem „Fest der brüderlichen Liebe“ (Solemnity of Brotherly Love), wird seit 1906 versucht, den familiären Kränkungen und Spannungen zu begegnen, welche in der Gründungszeit der Kirche entstanden waren. Bischof Hodur selbst war 1898 von der römisch-katholischen Kirche exkommuniziert worden. 1993 hob Papst Johannes Paul II. die Exkommunikation wieder auf und bat um Vergebung für das der polnischen Gemeinde angetane Unrecht.

### 1921–1978
1921 begann die PNCC im nun unabhängigen Polen eine eigene Mission, aus welcher 1952 die Polnisch-Katholische Kirche hervorging. Mit dieser Kirche steht sie noch heute in voller Kirchengemeinschaft. Seit 1923 gibt die Kirche ihre Zeitschrift God’s Field (polnisch Rola Boża) heraus, welche zur Zeit monatlich und in englischer Sprache erscheint. 1930 begann die Mission in Brasilien. Heute ist die Igreja Polonesa do Brasil unabhängig von der PNCC.
1931 schlossen die altkatholischen Kirchen, unter Teilhabe der PNCC, mit der Anglikanischen Kirchengemeinschaft das Bonn Agreement (dt. Bonner Übereinkunft), welches die volle Kirchengemeinschaft (Full Communion) zwischen den beteiligten Kirchen feststellt. Die PNCC hat das Bonn Agreement 1978 aufgrund der Einführung der Frauenordination in verschiedenen anglikanischen Kirchen aufgekündigt.
Seit 1948 ist die PNCC Mitglied im Weltkirchenrat.

### Seit 1979
Bis 2003 war die PNCC zudem Mitglied der Utrechter Union der Altkatholischen Kirchen und nahm an allen theologischen, ökumenischen und liturgischen Entwicklungen der Union teil. Insbesondere war die PNCC zwischen 1975 und 1987 am altkatholisch-orthodoxen Dialog beteiligt und ratifizierte 1990 das daraus hervorgegangene theologische Konsensdokument Koinonia auf altkirchlicher Basis, das zu einem theologischen Grundlagendokument der PNCC geworden ist.
1999 gründete die PNCC eine Administratur in Norwegen unter der Leitung des Bischofs des Bistums Buffalo-Pittsburgh, Thaddeus Peplowski. Aus dieser ging 2011 durch Wahl und Weihe eines norwegischen Bischofs eine selbstverwaltete Kirche, die Nordisch-Katholische Kirche, als weitgehend autonome (wenngleich nicht autokephale) Teilkirche der Union von Scranton hervor.
2003 verließ die PNCC die Utrechter Union, da sie die Einführung der Frauenordination aus biblischen und historischen Gründen nicht mittragen konnte. Vorausgegangen war zunächst die Entscheidung der westeuropäischen Kirchen der Utrechter Union, Frauen auch ohne Zustimmung der Internationalen Bischofskonferenz der Utrechter Union zum Priesteramt zu weihen; darauf folgte dann eine jahrelange Suspension der Sakramentengemeinschaft mit diesen Kirchen durch die PNCC.
Zwischen 1996 und 2006 führte die PNCC einen intensiven Dialog mit der römisch-katholischen Kirche. Dieser führte 2006 zu einer gemeinsamen theologischen Stellungnahme, der Joint Declaration on Unity, sowie zur communicatio in sacris nach can. 844 § 2,3 CIC/1983. Die PNCC befindet sich daher wie die orthodoxen und orientalisch-orthodoxen Kirchen in begrenzter Sakramentengemeinschaft mit der römisch-katholischen Kirche.
Im Jahre 2008 veröffentlichte die PNCC die Erklärung von Scranton, in welcher sie die Utrechter Erklärung bestätigt und sich zugleich von der Frauenordination sowie der Segnung gleichgeschlechtlicher Partnerschaften distanziert. Im Jahr 2010 gründete die PNCC die Union von Scranton, in welche 2011 die (bis dahin direkt der PNCC unterstellte) Nordisch-Katholische Kirche als weitgehend selbstverwaltete Teilkirche aufgenommen wurde. Der Grad der Eigenständigkeit der Nordisch-Katholischen Kirche entspricht in etwa jenem der autonomen Kirchen in der byzantinisch-orthodoxen Kirche und ist damit geringer als Autokephalie; z. B. obliegt die Konsekration ihrer Bischöfe der von der PNCC dominierten Bischofskonferenz der Union von Scranton.
Bereits 1924 hatte sich die Litauisch-Katholische Nationalkirche der PNCC angeschlossen. In den letzten Jahren hat sich die ethnisch-kulturelle Diversifikation der PNCC beschleunigt: Die PNCC ist offen für Menschen jeden ethnischen Hintergrunds, die Gottesdienste finden in der Regel in englischer Sprache statt, nur gelegentlich noch auf Polnisch. Einige Gemeinden der PNCC haben hauptsächlich spanischsprachige Mitglieder. Aufgrund der kulturellen Loslösung von der Einwanderergeneration verzichten mittlerweile einige Gemeinden der Kirche auf die Bezeichnung „polnisch“ und nennen sich stattdessen „National Katholische Kirche“ (NCC).

## Organisation
Der PNCC gehören etwa 26.000 Gläubige an, die sich auf fünf Diözesen (Buffalo-Pittsburgh, Zentral, Ost, West, Kanada) mit ca. 130 Pfarrgemeinden in den USA und Kanada verteilen. An der Spitze der Kirche steht der Leitende Bischof (Prime Bishop), welcher gemeinsam mit der Bischofskonferenz und dem Obersten Rat die PNCC leitet. Das höchste Organ der Kirche ist die Generalsynode. Seit 2010 wird das Amt des Prime Bishop von Anthony Mikovsky ausgeübt.
Im Jahr 2009 ist eine Gemeinde mit 200 Gläubigen in Lucca (Italien), die zuvor der Episkopalkirche angehörte, in die Jurisdiktion der PNCC (Bistum Buffalo-Pittsburgh) gewechselt. 2016 umfasst die italienische Administratur der PNCC drei Gemeinden.
Im Jahre 2011 wurde die bis dahin zur PNCC (Bistum Buffalo-Pittsburgh) gehörende Administratur in Norwegen und Schweden mit der Einberufung einer eigenen Generalsynode sowie der Wahl und Konsekration eines Bischofs (Roald N. Flemestad) zu einer selbständigen altkatholischen Kirche unter dem Namen Nordisch-Katholische Kirche. Die Nordisch-Katholische Kirche unterhält seit 2012 auch Administraturen in Deutschland, Ungarn, Frankreich, Italien und England.

### Diözesen
Die PNCC ist in fünf Bistümer gegliedert:
- Central Diocese: St. Stanislaus Bishop and Martyr Cathedral in Scranton (Pennsylvania) – Bischof Bernard Nowicki
- Western Diocese: All Saints Cathedral in Chicago (Illinois) – Bischof Stanley M. Bilinski
- Buffalo-Pittsburgh Diocese: The Holy Mother of the Rosary Cathedral in Lancaster (New York) – Bischof John E. Mack
- Eastern Diocese: Holy Trinity Cathedral in Manchester (New Hampshire) – Bischof Paul Sobiechowski
- Canadian Diocese: St. John’s Cathedral in Toronto – derzeit kommissarisch verwaltet durch Bischof Anthony Mikovsky (als amtierender Prime Bishop)

### Liste der Leitenden Bischöfe (Prime Bishops)
- 1904–1953: Franciszek Hodur
- 1953–1969: Leon Grochowski
- 1969–1978: Thaddeus Zielinski
- 1978–1985: Francis C. Rowinski
- 1985–2002: John F. Swantek
- 2002–2010: Robert M. Nemkovich
- 2010–0000: Anthony Mikovsky

## Ökumene
Die Kirche ist Mitglied im Nationalen Kirchenrat der USA und im Ökumenischen Rat der Kirchen.